# Panellus pendens
Panellus pendens är en svampart som beskrevs av Corner 1986. Panellus pendens ingår i släktet Panellus och familjen Mycenaceae.   Inga underarter finns listade i Catalogue of Life.